# Estádio Municipal Vereador Urbano Archangelo
O Estádio Municipal Vereador Urbano Archangelo, é um estádio de futebol localizado na cidade de Conchal em São Paulo.
O Estadio Municipal como é conhecido, é um dos melhores campos de futebol da cidade, apesar de não ter equipe profissional , o estadio é o preferido das equipes amadoras do municipio.
Além de ter partidas do campeonato amador o Municipal já recebeu vários craques da bola em partidas amistosas e comemorativas, assim como o Cafu, Vampeta, o Craque Neto entre outros.